# Läromedelsförfattarna
Läromedelsförfattarna är en svensk intresseorganisation, grundad 1960.
Läromedelsförfattarna är huvudorganisation för författare av läromedel och kurslitteratur i alla ämnen, för alla målgrupper från förskola till högskola och har cirka 1600 medlemmar.
Förbundet leds av en vd och en styrelse på åtta personer. Läromedelsförfattarnas kansli samt förbundets servicebolag Läromedelsförfattarna i Sverige AB (Lisab) finns på Drottninggatan 61 i Stockholm. Förbundsordförande i Läromedelsförfattarna är sedan 2019 Per Kornhall. Vd är Frida Engman.
Förbundet delar sedan 2012 ut Årets Läromedelsförfattarpris, senare kallat Lärkan, och sedan 2014 även debutantpriset Lärkungen.